# Dermatoid-Werke

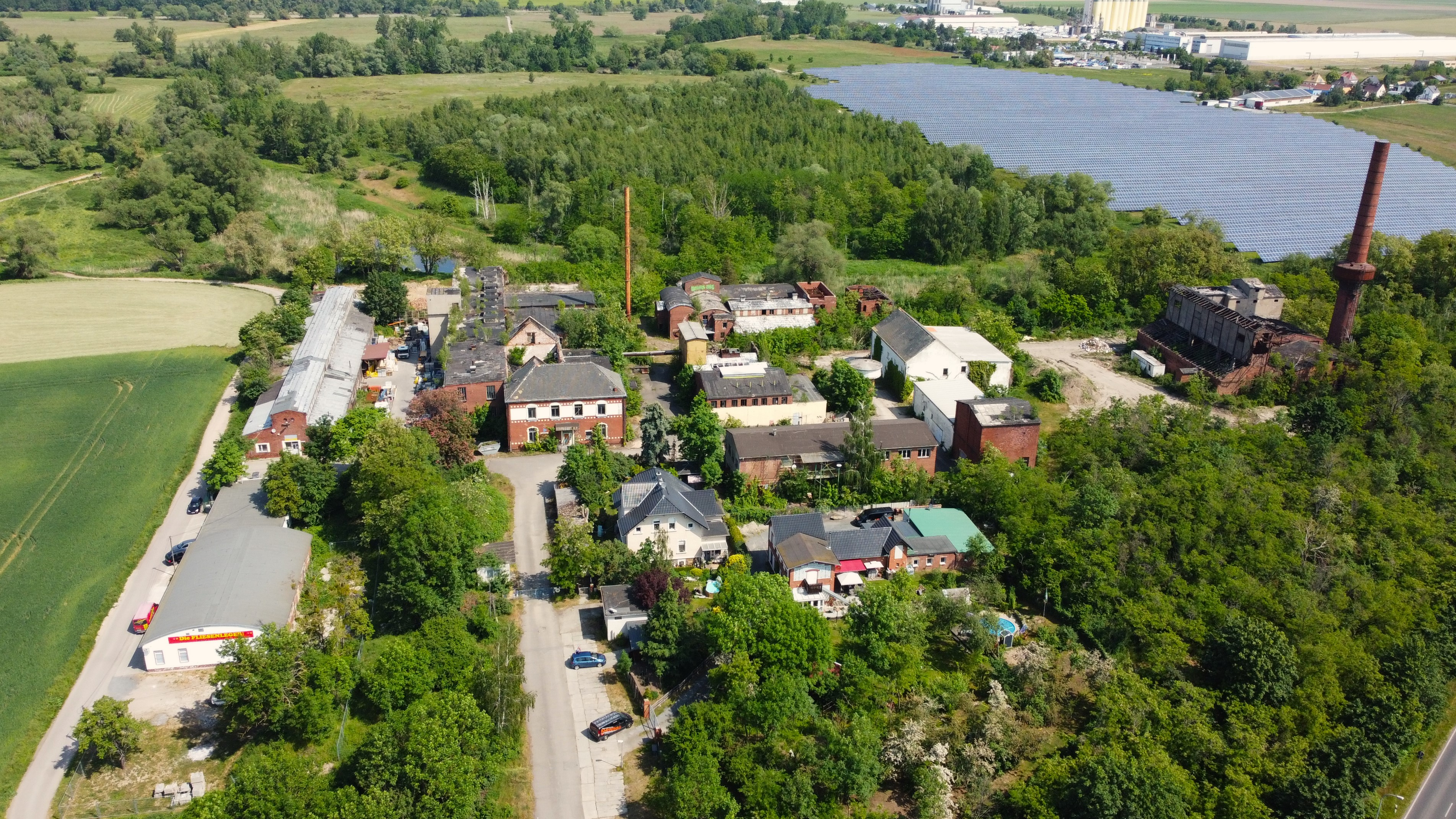
Luftaufnahme des Werksgeländes mit Blickrichtung Norden (2023)

Die Dermatoid-Werke (oder kurz das Dermatoid) waren ein Industrieunternehmen in Eilenburg. Der 1888 gegründete Betrieb verarbeitete zunächst Abfälle aus der benachbarten Deutschen Celluloid-Fabrik. Nach der Übernahme durch den Leipziger Unternehmer Paul Meißner entwickelten sich die Dermatoidwerke zu einer Aktiengesellschaft mit internationalem Absatzmarkt. Der nach dem Zweiten Weltkrieg vollständig demontierte Betrieb wurde ab 1946 wieder aufgebaut und wurde im Lauf der Jahre zu einem wichtigen Zulieferbetrieb, unter anderem für das grafische Gewerbe, die Automobilindustrie und den Wohnungsbau. Nach der Wende stellte das Dermatoid seinen Betrieb ein. Nachdem die Etablierung eines neuen Gewerbegebietes auf dem Gelände nicht gelang, werden, Stand 2022, Planungen vorangetrieben, die Industriebrache zu einem Wohnstandort zu entwickeln.
Hauptprodukt war das namensgebende Dermatoid (von altgriechisch δέρμα dérma ‚Haut‘ und dem Suffix -oid zu altgr. εἶδος eidos [ˈêːdos] ‚Gestalt‘; übersetzt etwa hautähnlich), ein Kunstleder, das durch Beschichtung von Trägerstoffen wie Papier oder Leinen mit Zelluloid-Lack widerstandsfähig gegen äußere Einflüsse war. Auf Walzmaschinen geprägt konnten durch die Färbung des Lackes unterschiedliche Lederarten und später durch den Einsatz von PVC auch gänzlich andere Oberflächen imitiert werden.

## Geschichte
1888 gründeten drei Eilenburger Geschäftsleute, der Kaufmann Albin Gaudlitz, der Konditor Adolf Wolf und der Färbereibesitzer Adolf Michael, einen kleinen Gewerbebetrieb in der Uferstraße 21 in Eilenburg-Ost. Dort verwerteten sie Abfälle aus der benachbarten, 1887 von Ernst Mey gegründeten Zelluloid-Fabrik. Michael hatte bei seinen Experimenten festgestellt, dass die von ihm gewonnene Zelluloidmasse – aufgetragen auf Papier – dieses widerstandsfähig gegenüber äußeren Einflüssen machte. Das Unternehmen firmierte zunächst als Gaudlitz und Michael, ehe es am 1. September 1895, nach Übernahme durch Paul Meißner († 1933), in Eilenburger Celluloidstoff-Fabrik umbenannt wurde.
| Entwicklung der Belegschaftsstärke | Entwicklung der Belegschaftsstärke |
| ---------------------------------- | ---------------------------------- |
| 1932                               | 250                                |
| um 1940                            | 400                                |
| 1946                               | 20                                 |
| 1963                               | 60                                 |
| 1978                               | 75                                 |
| 1989                               | 100                                |

Gesamtansicht der Dermatoid-Werke Paul Meissner in südöstlicher Blickrichtung, Verlag Eckert & Pflug, Leipzig (um 1920)

Meißner war ein in Leipzig ansässiger Unternehmer. Sein Vater hatte dort 1842 eine Fabrik zur Herstellung von künstlichem Dünger und Futtermittel gegründet. Ab 1899 trug die Firma den Namen Dermatoid-Werke Paul Meißner und wurde in eine Aktiengesellschaft umgewandelt. Der Unternehmenssitz wechselte nach Leipzig. Grund dafür war neben den familiären Wurzeln die Bedeutung Leipzigs als Handels- und Messeplatz. Die Produktion blieb in Eilenburg und wurde weiter ausgebaut. So entstand 1904 eine eigene Celluloid-Fabrik, die 1912/13 erweitert wurde. Während des Ersten Weltkrieges lieferten die Dermatoid-Werke Schießbaumwolle für die Rüstungsindustrie. 1926 übernahm der Sohn Arthur Meißner († 1972) die Firmenleitung. In den 1930er-Jahren ließ sich das Unternehmen weitere Produkte auf Basis der hergestellten Kollodiumwolle patentieren, was eine Betriebserweiterung nach sich zog. Mit Beginn des Zweiten Weltkrieges mussten die Dermatoid-Werke die Produktion wieder auf Schießbaumwolle umstellen. Bis zu 30 Fremdarbeiter waren während dieser Zeit in der Produktion beschäftigt. Beim Beschuss Eilenburgs im April 1945 erhielt das Werke mehr als einhundert Granateinschläge der amerikanischen Artillerie. Unmittelbar nach Kriegsende wurden Teile der beschädigten Anlagen notdürftig repariert. Zu einer Betriebsaufnahme kam es jedoch nicht, da das Werk als Großlieferant der deutschen Rüstungsindustrie zur Demontage vorgesehen wurde. So verließen bis Ende 1945 etwa 120 Eisenbahnwaggons mit dem gesamten noch nutzbaren Maschinenpark das Werksgelände in die Sowjetunion. Die zur Demontage abgestellten Sowjetsoldaten entdeckten dabei den unterirdisch lagernden Industriealkohol. Wohl mehr als zehn von ihnen vergifteten sich durch den Genuss des vergällten Alkohols und starben. Sie wurden in der OdF-Gedenkstätte auf dem Eilenburger Ostfriedhof beigesetzt.
1946 lief der Betrieb mit einer geringen Zahl an Arbeitern in einigen Gebäuden des Werkes wieder an. Der Inhaber Arthur Meißner kaufte dafür gebrauchte Maschinen auf und ließ sie instand setzen. Ein alter nicht demontierter Heizkessel wurde wieder nutzbar gemacht und über eine Dampfmaschine wurde Strom erzeugt. Damit war man von den häufigen Stromabschaltungen der Nachkriegszeit nicht betroffen und konnte relativ unabhängig produzieren. Der Enteignungswelle in der sowjetischen Besatzungszone entkam der kleine Betrieb zunächst, wurde aber ab 1959 ein Betrieb mit staatlicher Beteiligung. Die formal freiwillige Beteiligung staatlicher Gesellschafter kam in der Realität oft durch den Druck sonst nicht bewilligter Investitionen oder Bauleistungen zu Stande. Der Firmeninhaber Arthur Meißner blieb als privater Gesellschafter und Betriebsleiter bis zu seinem Ruhestand 1969 im Dermatoid. 1972 endete das Übergangsmodell der halbstaatlichen Betriebe. Die Dermatoid-Werke wurden zum volkseigenen Betrieb VEB Dermatoid Eilenburg und 1976 schließlich Betriebsteil des VEB Kunstleder Borsdorf.
Unter nun staatlicher Kontrolle wurde der Produktionsausstoß weiter erhöht, die Belegschaftsstärke nahm zu und alte seit der Demontage ungenutzte Hallen wurden wieder hergerichtet und in Betrieb genommen. In den 1980er-Jahren wurden neue Maschinen aus dem nichtsozialistischen Wirtschaftsgebiet (NSW) importiert. Eine kurz vor der Wende aus der Bundesrepublik beschaffte Kunstleder-Druckmaschine gelangte nicht mehr zum Einsatz. Noch in der Wendezeit wurde der Betrieb abgewickelt. Bis 1994 nutzte die Coca-Cola GmbH Essen Teile der Fabrikhallen und Verwaltungsgebäude als Vertriebs- und Logistikstandort. In den folgenden Jahren gab es seitens des Eigentümers Pläne, das Gelände als Gewerbegebiet unter Erhalt der historischen Industriearchitektur zu revitalisieren. Als Rahmen diente ein 1997 aufgestellter Bebauungsplan. Bis auf wenige kleine Gewerbeansiedlungen, unter anderem ein Baustoffhandel und eine Spielothek, blieben die Absichten jedoch erfolglos. Der größte Teil der Fabrikgebäude blieb ungenutzt und ist dem Verfall preisgegeben. Mit Stand 2022 gibt es Planungen, das ehemalige Firmengelände als neues Wohngebiet zu entwickeln.

## Betriebsgelände
Das ehemalige Betriebsgelände liegt im Osten der Stadt Eilenburg. Es wird begrenzt von der Steinaue im Westen, einem Altwasser der Mulde im Norden, Ackerflächen im Osten und der Ernst-Mey-Straße im Süden. Im Norden grenzt das 1997 ausgewiesene Naturschutzgebiet Vereinigte Mulde Eilenburg – Bad Düben unmittelbar an. Die Erschließung erfolgt über die Uferstraße. Das Firmengelände erstreckte sich über eine Fläche von 131.000 Quadratmetern, davon waren 11.000 Quadratmeter bebaut. An Hochbauten bestanden 28 Fabrikgebäude und fünf Wohnhäuser für Arbeiter und Beamte (Stand 1943). Der Firmensitz befand sich in der Leipziger Innenstadt in der Markgrafenstraße 1. Auf dem Gelände gab es außerdem vier Brunnen für die Brauchwasserversorgung und eine Bunkeranlage.

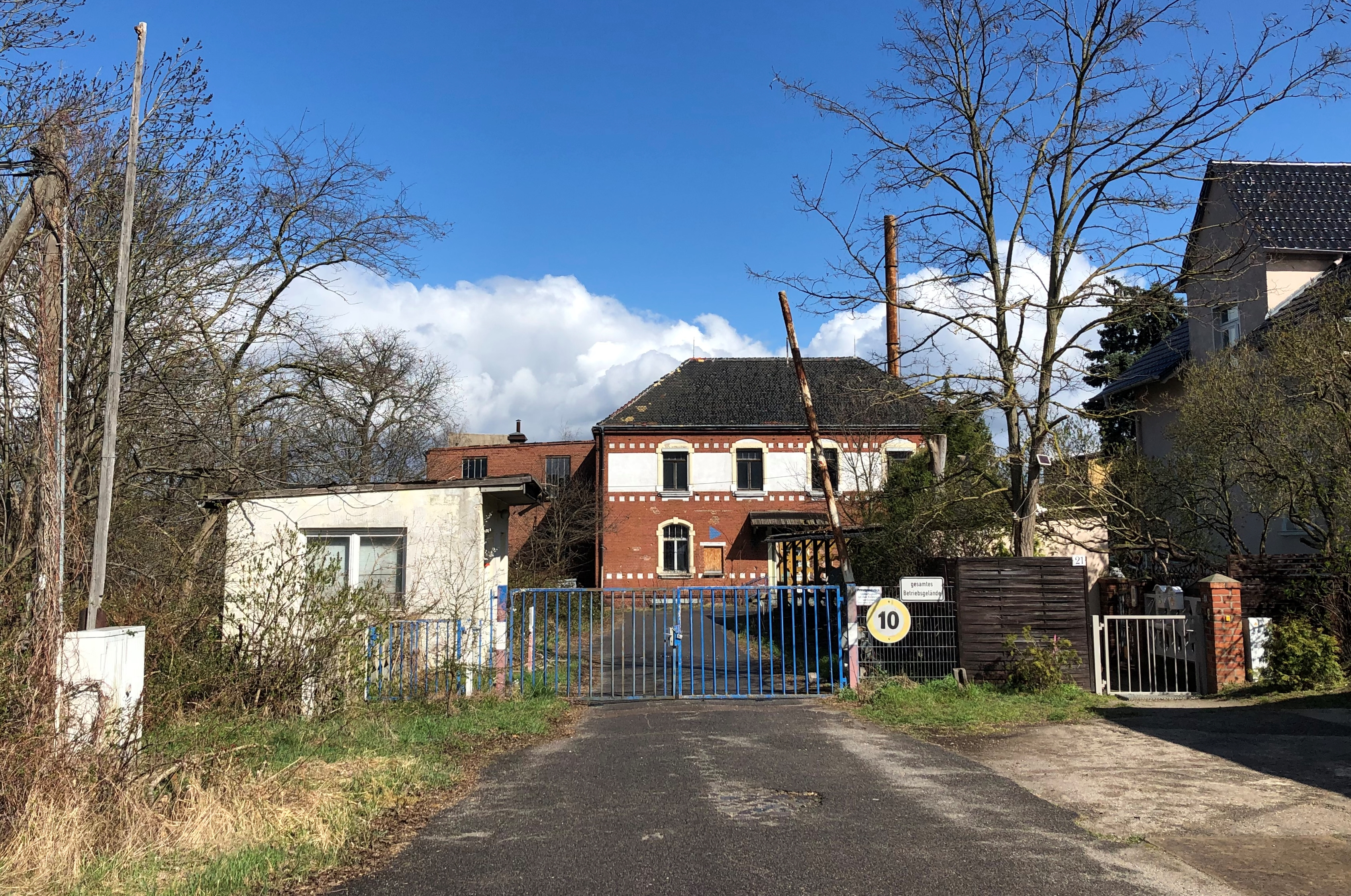
Haupttor mit Pförtnerhaus und Schlagbaum (2022)
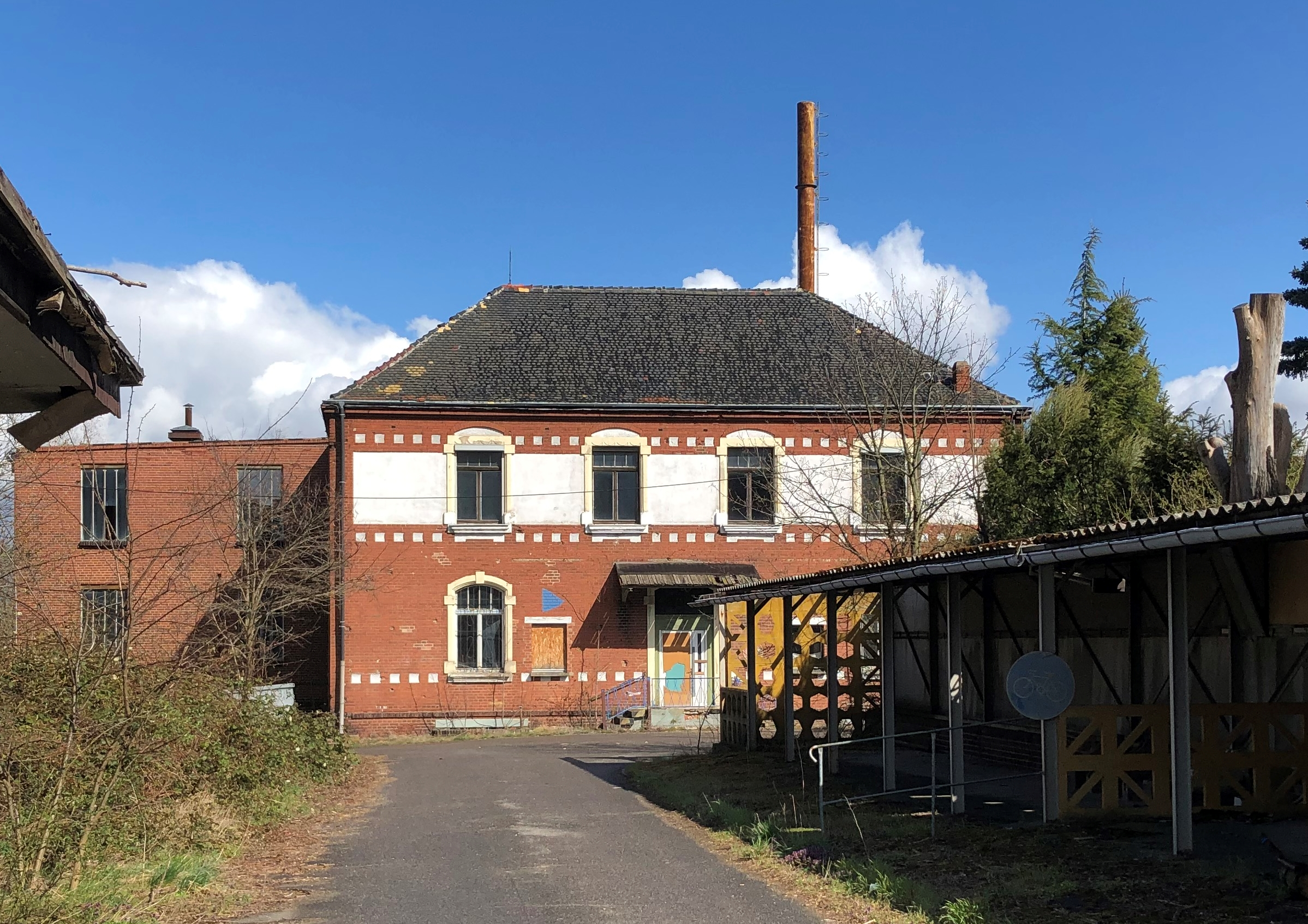
Kopfbau (2022)
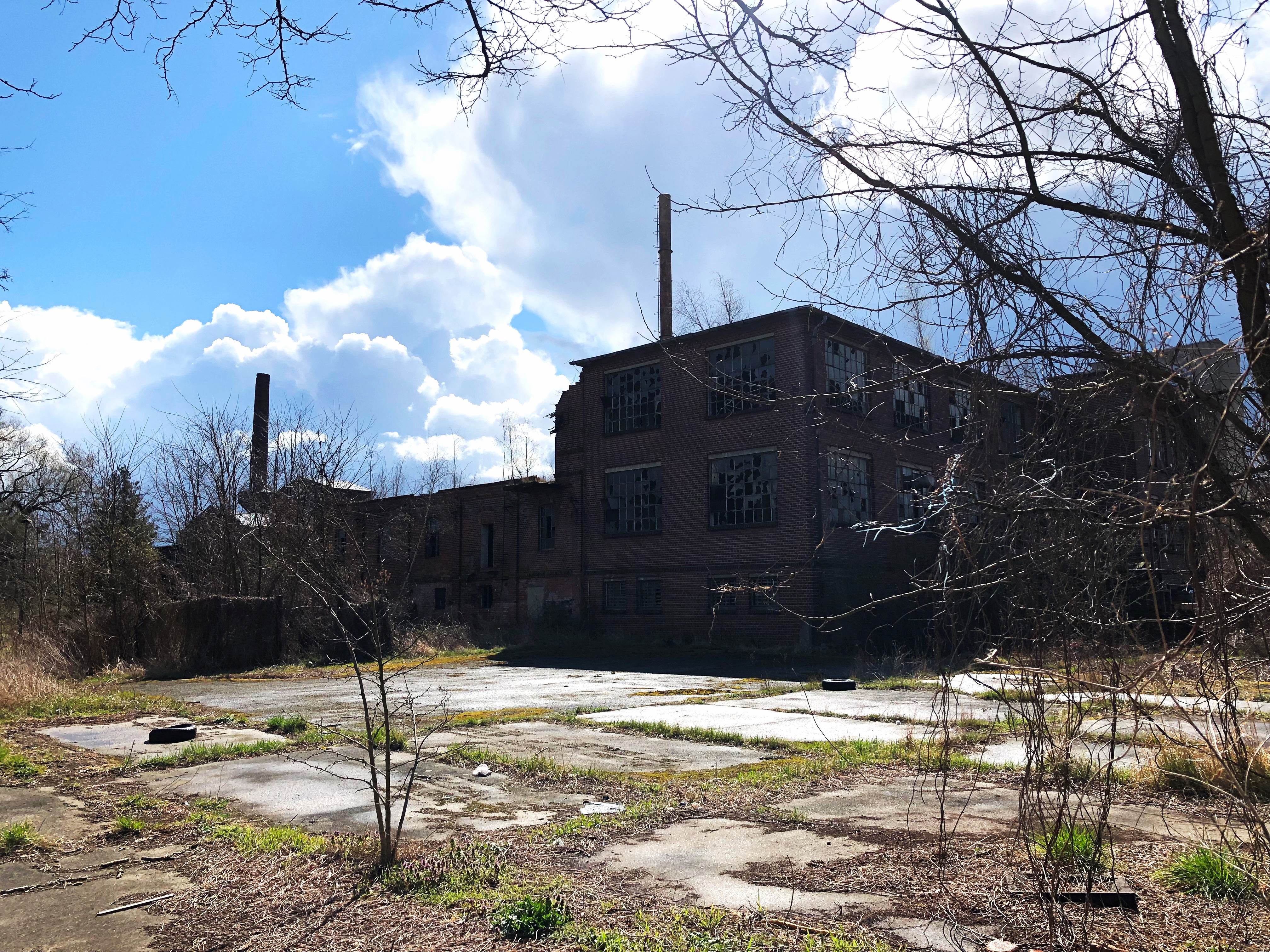
Verlassene Fabrikanlagen am Nordwest-Tor (2022)
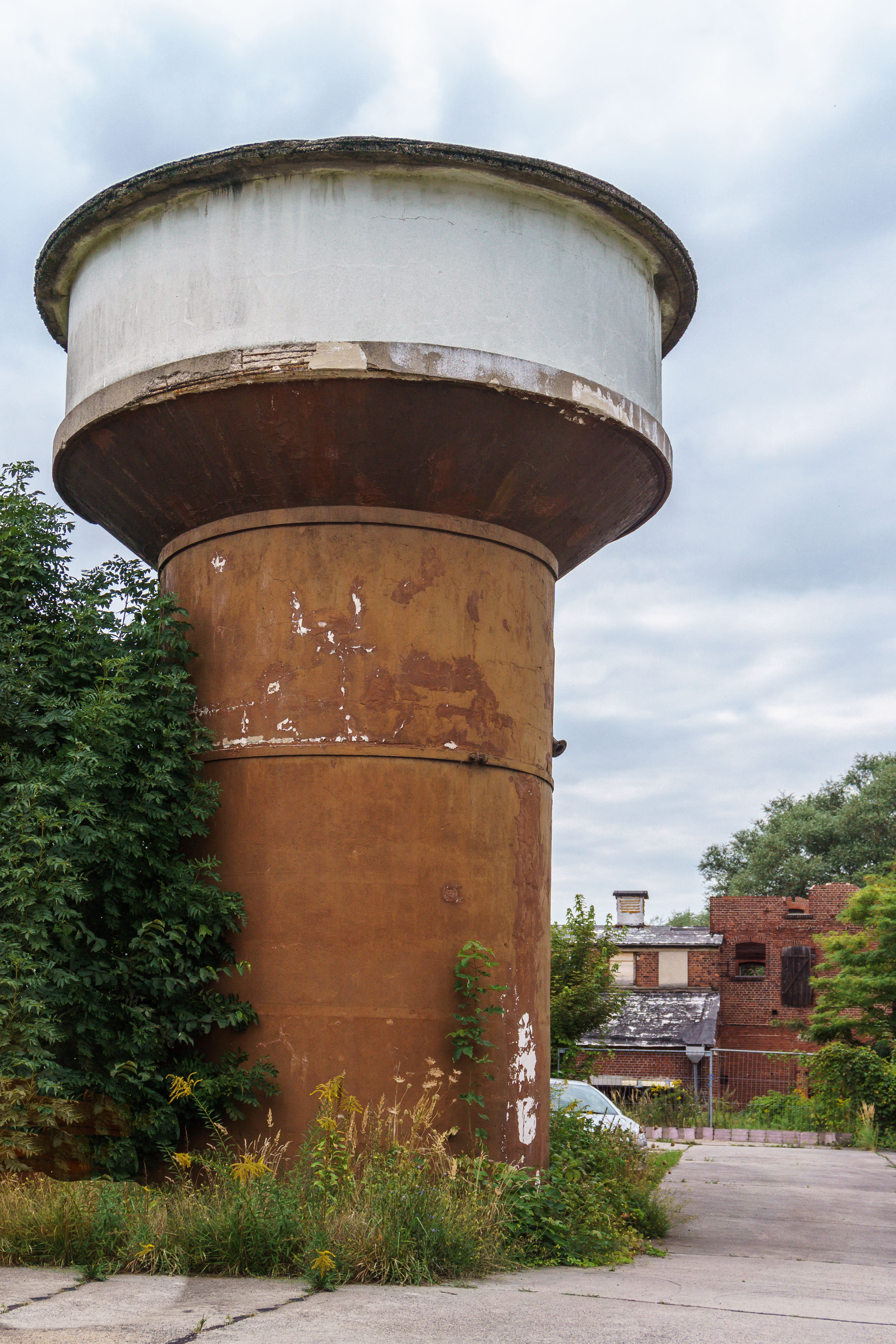
Wasserturm auf dem Werksgelände (2016)

## Energieversorgung

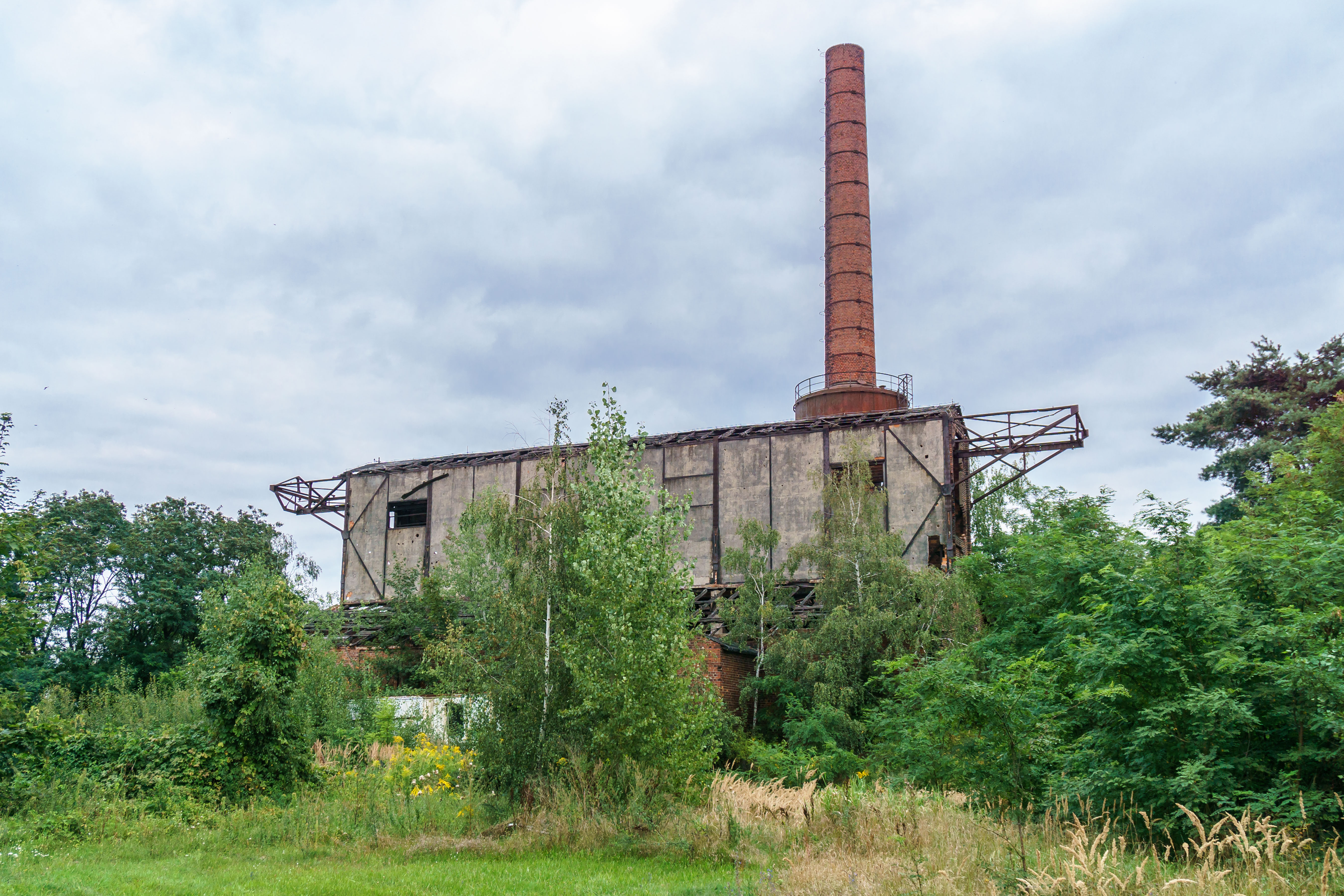
Das ruinöse Kraftwerk mit Schornstein (2016)

Wohl mit der Expansion des Unternehmens Anfang des 20. Jahrhunderts entstand auch ein eigenes Heizkraftwerk auf dem Betriebsgelände. Es verfügte über einen Gleisanschluss und eine moderne Bekohlungsanlage. Von den beiden vorhandenen Heizkesseln wurde 1945 der neuere demontiert, der ältere wurde 1946 instand gesetzt und lief bis zur behördlichen Stilllegung 1977/78. Die Energieversorgung des Dermatoid sollte fortan über eine Dampfleitung durch das ECW-Kraftwerk gewährleistet werden. Mit der Stilllegung des eigenen Kraftwerks konnte eine erhebliche Kostenreduktion erreicht werden. Ehe jedoch die Leitung 1979 in Betrieb ging, diente eine Lok der Kriegsbaureihe 52 (52 1414) als Leihgabe der Deutschen Reichsbahn als Übergangslösung. Das Kraftwerk mit seinem markanten Schornstein ist bis heute (2022) erhalten und verfällt zusehends.

## Produkte und Absatzmarkt
Die Dermatoid-Werke trugen den Namen ihres Hauptproduktes bereits im Namen. Zu den in der Anfangszeit hergestellten mit Zelluloid-Lack beschichteten Hochglanzpapieren kamen bald weitere Produkte hinzu. So kam als Grundstoff nun auch Leinen zur Anwendung. Durch den Einsatz unterschiedlich gefärbter Lacke und die Bearbeitung mit verschiedenen Walzen konnte eine Vielzahl an Lederarten imitiert werden. Absatz fanden die Produkte in Sattlereien, Täschnereien, Buchbindereien und bei Tapezierern.
Das Grundprodukt wurde im Verlauf der 1920er- und 1930er-Jahren in immer mehr Varianten auf den Markt gebracht und international abgesetzt. Das Programm umfasste unter anderem Polsterkunstleder in schwerer und leichter Ausführung, Kunstleder für die Fahrzeugindustrie, Optikkunstleder in feiner und grober Ausführung, Galanteriekunstleder für die Täschnerwarenindustrie, Dermatoidpapiere in über einhundert Varianten und Zelluloid für die Musikwarenindustrie. Das Unternehmen war in zwei Abteilungen aufgeteilt: Abteilung I fertigte die verschiedenen Dermatoid- und Kunstlederprodukte, während mit Abteilung II eine eigene Roh-Zelluloid-Fertigung aufgebaut worden war. Die ohnehin explosionsgefährliche Kollodiumwolle (Cellulosedinitrat) als Zwischenprodukt der Zelluloid-Herstellung konnte durch weitere Veresterung zu Schießbaumwolle (Cellulosetrinitrat) umgewandelt werden. Während des Zweiten Weltkriegs wurde diese zum Hauptprodukt der Dermatoid-Werke. Nach der Demontage begann 1946 auf wenigen gebraucht erworbenen Maschinen die Produktion von einfachem Kunstleder und Dermatoidpapier. Neu hinzu kam Kappenstoff für die Schuhwarenindustrie. Von 1950 bis in die Mitte der 1960er-Jahre fertigte das Dermatoid auch Schleifpapier für die Möbelindustrie in verschiedenen Körnungen.
In der DDR-Zeit erlebte die Verwendung von Kunstleder und damit auch das Dermatoid einen starken Aufschwung. Als Alleinhersteller von Nitropapier-Kunstleder belieferte das Werk die graphische Industrie, wo es bei Bucheinbänden und in Fotoalben Einsatz fand. Die Möbelindustrie verkleidete mit Kunstleder die Innenseiten von Küchenschränken. Die Sebnitzer Kunstblumenhersteller bezogen Dermatoid in verschiedenen Varianten für ihre Produkte. In der Automobilindustrie fand Dermatoidkunstleder Verwendung bei der Innenverkleidung des P70 und der ersten Generation des Trabant sowie für den Himmel bei Wartburg und Trabant. Das RAW Delitzsch war Abnehmer von Dermatoid als Bezug von Sitzflächen in Reisezugwagen. Weitere Abnehmer waren Pentacon Dresden, der Schiffbau und die Schulranzenindustrie. Ab Mitte der 1970er-Jahre begann die Produktion von Fußboden- und Wandbelägen. Dabei handelte es sich um Malimo-Gewebe, das mit PVC beschichtet wurde und durch Lackier- und Druckmaschinen in den Endzustand gebracht wurde. Der jährliche Ausstoß betrug zuletzt rund 15 Millionen Quadratmeter, wobei ein Großteil der Produktion in die BRD exportiert wurde.
1983 wurde die Herstellung von Nitropapier eingestellt, da der Brandschutz in der explosionsgefährlichen Produktion veraltet war und die notwendigen Sicherheitsmaßnahmen hohe Investitionen erfordert hätten. Stattdessen begann der Einsatz von Retovlies als Trägermaterial. Dieses war leichter als Malimo und so konnte das Flächengewicht des Endproduktes gesenkt werden. Einsatz fand der Stoff bei der Auskleidung des Wohnanhängers QEK Aero.

## Werkbahn

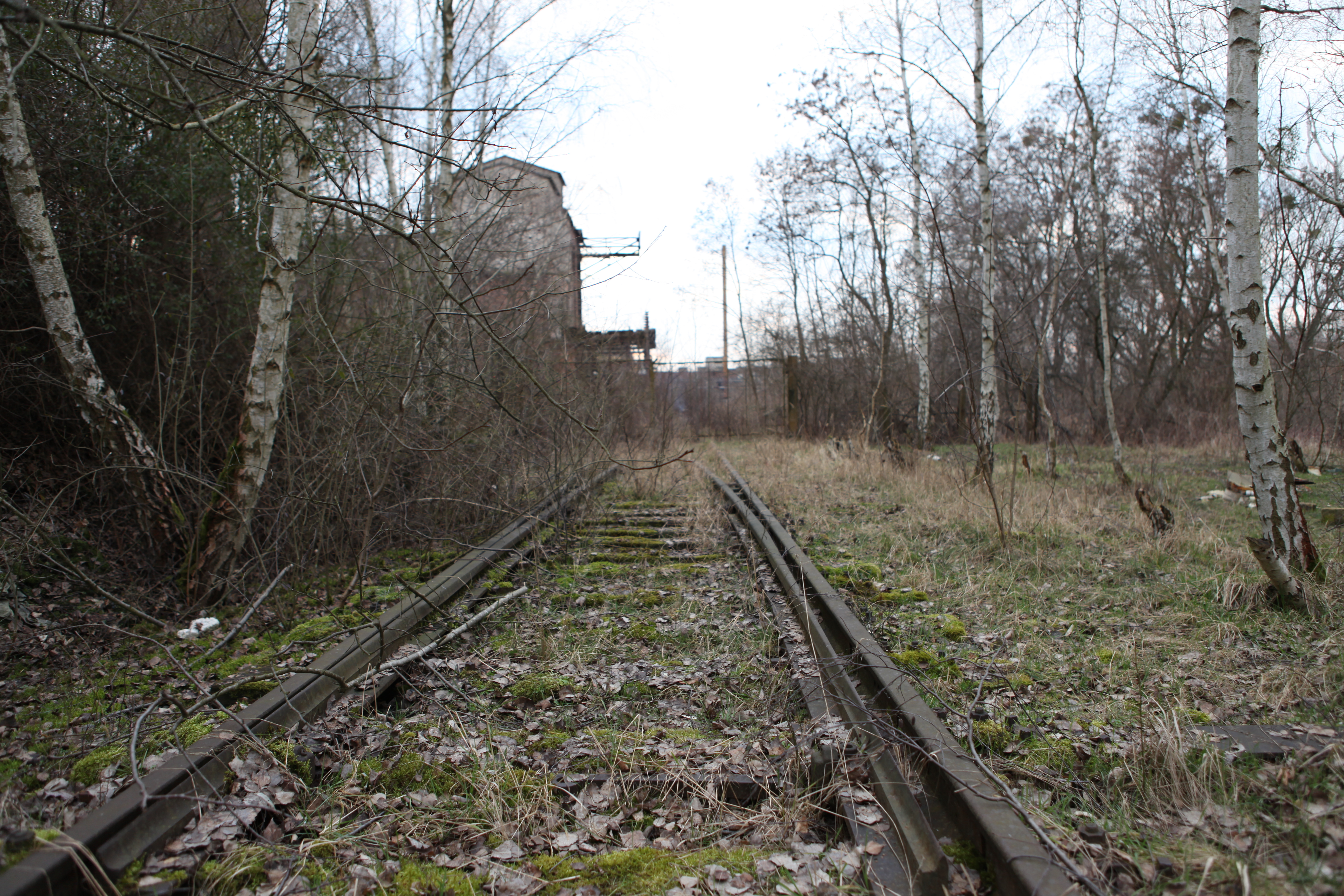
Anschlussgleis und Weiche für das Umfahrungsgleis, im Hintergrund das Kraftwerk (2016)

1911 schafften die Dermatoid-Werke die erste eigene Lokomotive an, was möglicherweise das Jahr der Inbetriebnahme des Anschlussgleises markiert. Akten im Landesarchiv Sachsen-Anhalt geben Aufschluss über den Privatgleisanschluß: Dermatoid Werke Paul Meissner, Eilenburg beginnend mit dem Jahr 1920. Das Gleis zweigte zwischen den Bahnhöfen Mörtitz und Eilenburg Ost der Bahnstrecke Pretzsch–Eilenburg in westliche Richtung ab. Auf dem Werksgelände gab es ein Umfahrungsgleis, über welches das Kraftwerk mit Kohle beliefert wurde. Das Gleis endete in der großen zentralen Fertigungshalle, wo eine Ladestelle mit Rampe existierte. Der weitaus größte Teil des Transportaufkommens wurde über den Gleisanschluss abgewickelt. Mit dem Neubau des EBAWE in der Dübener Landstraße wurde das Dermatoid 1986 zum Nebenanschließer. Die Lokomotiven und die Betriebsführung wurden an das EBAWE abgegeben. Pläne, das Anschlussgleis mit der Werkbahn des Eilenburger Chemiewerks zu verbinden, um so die stark frequentierten Bahnübergänge in der Ziegelstraße (F87) zu entlasten, wurden nicht mehr umgesetzt. Heute sind auf dem Betriebsgelände noch Gleisreste vorhanden. Der größte der Teil der Anschlussbahn wurde beim Bau der Ernst-Mey-Straße entfernt.
Der Einsatz folgender Lokomotiven ist bekannt:
| Bauart | Hersteller | Baujahr | Fabriknummer | Spurweite | Betriebsdaten | Verbleib     |
| ------ | ---------- | ------- | ------------ | --------- | --- | ------------ |
| Bfl    | Henschel   | 1911    | 10572        | 1435 mm   | neu geliefert an Dermatoid-Werke Ende der 1970er-Jahre vor Ort verschrottet                                                                    | verschrottet |
| B-dm   | LKM        | 1958    | 251246       | 1435 mm   | ausgeliefert an Vereinigte Hartsteinwerke Hohnstädt, Werk Grimma Jahr der Übernahme unbekannt um 1986 an EBAWE 1993 Verkauf in die Niederlande | unbekannt    |
| B-dm   | Eigenbau   | ?       | keine        | 1435 mm   | Eigenbau aus Bahndienstwagen und Motor einer Grubenlokomotive Ende der 1970er-Jahre vor Ort verschrottet                                       | verschrottet |
| Bfl    | Henschel   | 1912    | 11694        | 0600 mm   | neu geliefert an Dermatoid-Werke | unbekannt    |